# XIV. sjezd KSČ
XIV. sjezd KSČ byl sjezd tehdy vládnoucí Komunistické strany Československa konaný v ČSSR v období normalizace roku 1971.
Sjezd se odehrával ve dnech 25. – 29. května 1971. Konal se v Praze, ve Sjezdovém paláci. Účastnilo se ho 1183 delegátů, kteří zastupovali 1 194 191 tehdejších členů KSČ. Generálním tajemníkem strany byl zvolen Gustáv Husák, předsedou Ústřední kontrolní a revizní komise se stal Miloš Jakeš. Sjezd zvolil 115 členů Ústředního výboru Komunistické strany Československa.
Sjezd představoval výraz stabilizace mocenských pozic normalizačního režimu po porážce pražského jara v důsledku invaze vojsk Varšavské smlouvy do Československa. Výsledkem posrpnových čistek byl i výrazný pokles početního stavu členské základny KSČ. Výrazem čistek byly rovněž změny v ÚV KSČ. Opětovně bylo do ÚV KSČ zvoleno jen 25,3 % funkcionářů zvolených předchozím XIII. sjezdem (mezi XII. a XIII. sjezdem bylo toto číslo přitom 61,2 %). Výsledky posrpnového mimořádného sjezdu KSČ (Vysočanský sjezd KSČ) byly anulovány a ignorovány.